# Geneva Open 2019
Il Geneva Open 2019, conosciuto anche come Banque Eric Sturdza Geneva Open per motivi di sponsorizzazione, è stato un torneo professionistico di tennis giocato all'aperto sulla terra rossa. È stata la 17ª edizione dell'evento conosciuto come Geneva Open. Il torneo fa parte dell'ATP Tour 250 nell'ambito dell'ATP Tour 2019. Il torneo si è svolto nella Tennis Club de Genève di Ginevra, in Svizzera, dal 19 al 25 maggio 2019.

## Partecipanti

### Teste di serie
| Nazionalità | Giocatore        | Ranking* | Testa di serie |
| ----------- | ---------------- | -------- | -------------- |
| Germania    | Alexander Zverev | 5        | 1              |
| Svizzera    | Stan Wawrinka    | 29       | 2              |
| Cile        | Cristian Garín   | 35       | 3              |
| Ungheria    | Márton Fucsovics | 37       | 4              |
| Moldavia    | Radu Albot       | 44       | 5              |
| Francia     | Adrian Mannarino | 50       | 6              |
| Australia   | Matthew Ebden    | 54       | 7              |
| Italia      | Andreas Seppi    | 65       | 8              |

* Ranking al 13 maggio 2019.

### Altri partecipanti
I seguenti giocatori hanno ricevuto una wildcard per il tabellone principale:
- Feliciano López
- Janko Tipsarević
- Stan Wawrinka

I seguenti giocatori sono passati dalle qualificazioni:

- Grigor Dimitrov
- Damir Džumhur
- Lorenzo Sonego
- Bernabé Zapata Miralles

### Ritiri
Prima del torneo
- Matteo Berrettini → sostituito da  Denis Kudla
- Laslo Djere → sostituito da  Albert Ramos Viñolas
- Fabio Fognini → sostituito da  Alexander Zverev
- Robin Haase → sostituito da  Mischa Zverev
- Malek Jaziri → sostituito da  Federico Delbonis
- Philipp Kohlschreiber → sostituito da  Peter Gojowczyk
- Daniil Medvedev → sostituito da  Tarō Daniel
- Jaume Munar → sostituito da  Cristian Garín
- Guido Pella → sostituito da  Nicolás Jarry

## Campioni

### Singolare
Alexander Zverev ha sconfitto in finale  Nicolás Jarry con il punteggio di 6-3, 3-6, 7–6(8).
- È l'undicesimo titolo in carriera per Zverev, primo della stagione.

### Doppio
Oliver Marach /  Mate Pavić hanno sconfitto in finale  Matthew Ebden /  Robert Lindstedt con il punteggio di 6-4, 6-4.